# Steel Meets Steel - Ten Years of Glory
Steel Meets Steel - Ten Years of Glory, uitgebracht op 23 oktober in 2007, is het eerste compilatiealbum van de Zweedse heavy-metalgroep HammerFall. Het is tevens een van de weinige albums waarbij de mascotte van de band, Hector the Knight, niet op de cover staat.
De cd bestaat uit twee discs die samengesteld zijn uit hun beste tracks (herwerkt weliswaar) van de albums tussen 1997 en 2006 en ook drie nieuwe tracks: The Abyss, Last Man Standing en Restless Soul.
Van het nummer Last Man Standing werd ook een single uitgegeven, maar enkel online verkocht in de vorm van een mp3.

## Ranglijst[2]
| Land        | Hoogste positie |
| ----------- | --------------- |
| Zwitserland | 51              |
| Duitsland   | 53              |
| Oostenrijk  | 38              |
| Zweden      | 15              |

## Tracklist[3]

### Cd 1
| 1.                 | The Abyss                 |                          | Steel Meets Steel: Ten Years of Glory | 2:14 |
| 2.                 | Last Man Standing         |                          | Steel Meets Steel: Ten Years of Glory | 4:30 |
| 3.                 | HammerFall v2.0.07        |                          |                                       | 4:47 |
| 4.                 | The Dragon Lies Bleeding  | Jesper Strömblad, Cans   | Glory to the Brave                    | 4:23 |
| 5.                 | Steel Meets Steel         | Dronjak                  | Glory to the Brave                    | 4:00 |
| 6.                 | Glory to the Brave        | Dronjak, Strömblad, Cans | Glory to the Brave                    | 7:20 |
| 7.                 | Heeding the Call          | Dronjak, Cans, Strömblad | Legacy of Kings                       | 4:31 |
| 8.                 | At the End of the Rainbow | Dronjak, Cans, Strömblad | Legacy of Kings                       | 4:06 |
| 9.                 | Legacy of Kings           | Dronjak, Cans, Strömblad | Legacy of Kings                       | 4:13 |
| 10.                | Let the Hammer Fall       |                          | Liveversie                            | 5:52 |
| 11.                | Templars of Steel         | Dronjak, Cans            | Renegade                              | 5:27 |
| 12.                | Renegade                  | Dronjak, Cans, Strömblad | Renegade                              | 4:23 |
| 13.                | Always Will Be            | Dronjak                  | Renegade                              | 4:52 |
| 14.                | Keep the Flame Burning    | Dronjak, Cans, Strömblad | Renegade                              | 4:40 |
| 15.                | Riders of the Storm       | Dronjak, Cans            | Crimson Thunder                       | 4:34 |
| Totale duur: 69:52 |                           |                          |                                       |      |

### Cd 2
| 1.                 | Hearts on Fire                                      | Dronjak, Cans | Crimson Thunder                        | 3:51 |
| 2.                 | Crimson Thunder                                     | Dronjak, Cans | Crimson Thunder                        | 5:05 |
| 3.                 | Hero's Return                                       | Dronjak, Cans | Crimson Thunder                        | 5:21 |
| 4.                 | Blood Bound                                         | Dronjak, Cans | Chapter V: Unbent, Unbowed, Unbroken   | 3:48 |
| 5.                 | Secrets                                             | Dronjak, Cans | Chapter V: Unbent, Unbowed, Unbroken   | 6:06 |
| 6.                 | Fury of the Wild                                    | Dronjak, Cans | Chapter V: Unbent, Unbowed, Unbroken   | 4:45 |
| 7.                 | Never, Ever                                         | Dronjak       | Chapter V: Unbent, Unbowed, Unbroken   | 4:07 |
| 8.                 | Threshold                                           | Dronjak, Cans | Threshold                              | 4:45 |
| 9.                 | Natural High                                        | Dronjak, Cans | Threshold                              | 4:15 |
| 10.                | Dark Wings, Dark Words                              | Dronjak, Cans | Threshold                              | 5:03 |
| 11.                | The Fire Burns Forever                              | Dronjak, Cans | Threshold                              | 3:22 |
| 12.                | Restless Soul                                       |               | Steel Meets Steel - Ten Years of Glory | 5:29 |
| 13.                | The Metal Age                                       |               | Liveversie                             | 4:25 |
| 14.                | Stone Cold                                          |               | Liveversie                             | 7:00 |
| 15.                | HammerFall v2.0.07 (MPEG video - Rough mix version) |               |                                        | 4:56 |
| Totale duur: 72:18 |                                                     |               |                                        |      |

- Track 13 en 14 van de tweede cd zijn liveversies opgenomen in Göteborg's Musikens Hus in het jaar 1998.

## Bezetting
| Naam             | Functie                        | Tracks                                             |
| ---------------- | ------------------------------ | -------------------------------------------------- |
| Joacim Cans      | leadzanger                     | Alle tracks                                        |
| Oscar Dronjak    | gitarist, achtergrondzanger    | Alle tracks                                        |
| Stefan Elmgren   | gitarist, achtergrondzanger    | cd1: Alle tracks behalve 4-6 cd2: Alle tracks      |
| Fredrik Larsson  | basgitarist, achtergrondzanger | cd1: tracks 1-6 cd2: track 12                      |
| Anders Johansson | drummer                        | cd1: tracks 1-3, 7-15 cd2: Alle tracks             |
| Glenn Ljungström | gitarist                       | cd1: tracks 4-6                                    |
| Patrik Räfling   | drummer                        | cd1: tracks 4-10 cd2: tracks 13 en 14              |
| Magnus Rosén     | basgitarist                    | cd1: tracks 7-15 cd2: Alle tracks behalve 12 en 15 |